# 婁燁
婁 燁（ロウ・イエ、1965年3月15日 - ）は、中国の映画監督、脚本家である。

## 経歴
1965年3月15日、上海に生まれる。1989年、北京電影学院を卒業する。1994年、『デッド・エンド 最後の恋人』でデビュー。2000年、『ふたりの人魚』を監督する。2003年、チャン・ツィイーと仲村トオルを主演に迎え、1930年代の上海を舞台とした恋愛サスペンス『パープル・バタフライ』を手がける。天安門事件を描いた2006年の『天安門、恋人たち』は中国で上映禁止となり、当局に今後5年間の国内での映画製作禁止を命じられる。同性愛を描いた2009年の『スプリング・フィーバー』は、フランスと香港からの出資を受け、南京で撮影された。2012年、『二重生活』が第65回カンヌ国際映画祭「ある視点」部門のオープニング作品として上映された。

## スタイルと影響
ジョン・カサヴェテスとミケランジェロ・アントニオーニとフェデリコ・フェリーニに大きな影響を受けている。

## フィルモグラフィー
- デッド・エンド 最後の恋人（1994年）
- 危情少女 嵐嵐（1995年）TVムービー
- ふたりの人魚（2000年）
- パープル・バタフライ（2003年）
- 天安門、恋人たち（2006年）
- スプリング・フィーバー（2009年）
- パリ、ただよう花（2011年）
- 二重生活（2012年）
- ブラインド・マッサージ（2014年）[10]
- シャドウプレイ（2019年）
- 夢の裏側 ドキュメンタリー・オン・シャドウプレイ（2019年）出演
- サタデー・フィクション（2019年製作、2021年公開）[11]
- 未完成の映画（2024年）